# Níger nos Jogos Olímpicos de Verão de 1992
O Níger participou dos Jogos Olímpicos de Verão de 1992 em Barcelona, Espanha.

## Resultados por Evento

### Atletismo
100m masculino
- Hassane Illiassou
  - Eliminatória — 10.73 (→ não avançou)